# Royal Mail

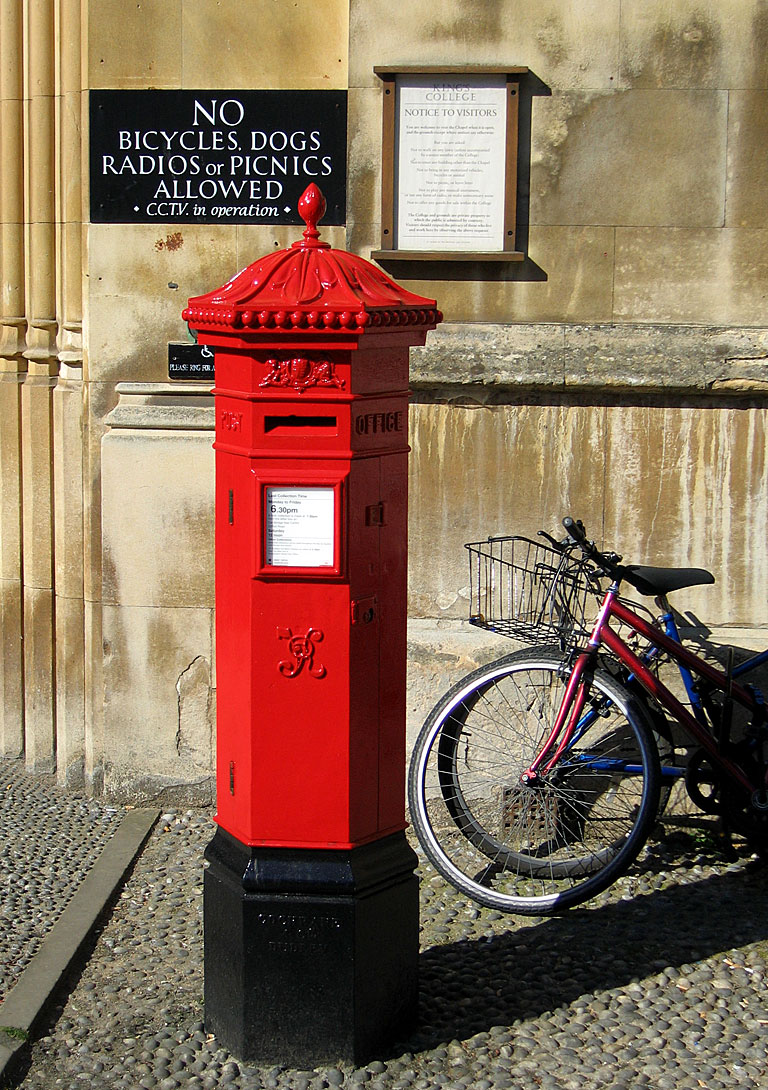
Brevlåda vid King's College i Cambridge.

Royal Mail plc är ett posttjänstföretag i Storbritannien. Royal Mail grundades 1516. Bolagets dotterbolag, Royal Mail Group Limited, driver varumärkena Royal Mail (brev) och Parcelworldwide (paket). General Logistics Systems, ett internationellt logistikföretag, är ett helägt dotterbolag till Royal Mail Group.
Företaget erbjuder postdistribution över hela Storbritannien. Brev kan lämnas i brevlådor, på postkontor eller hämtas i större mängder från företag. Postutdelning sker minst en gång varje dag, utom söndagar och helgdagar (Bank Holidays). Portot är enhetligt inom Storbritannien. Royal Mails målsättning är att leverera förstaklassbrev inom en arbetsdag inom riket.
Under större delen av sin historia har Royal Mail varit en del av den offentliga sektorn, i form av ett regeringsdepartement eller statligt bolag. Efter att parlamentet antagit Postal Services Act 2011, noterades en majoritet av aktierna i Royal Mail på Londonbörsen den 15 oktober 2013, och företaget blev en beståndsdel i FTSE 100 Index (ett aktieindex över de 100 bolagen med det högsta börsvärdet på Londonbörsen) den 23 december 2013. 
Brittiska staten behöll inledningsvis 30 procent av aktierna i Royal Mail genom Postal Services Holding Company Limited. Samma holdingbolag är också moderbolag till Post Office Ltd, som separerades från Royal Mail den 1 april 2012 och är fortfarande statligt ägt. 
Under 2015 sålde den brittiska staten sina sista andelar i Royal Mail.

## Historia
Royal Mails historia kan spåras tillbaka till 1516, då Henrik VIII inrättade ämbetet som Master of the Posts, en position som döptes om till Postmaster General 1710. Då Jakob I uppsteg på den engelska tronen 1603 och de engelska och skotska kronorna förenades, flyttade han sitt hov till London. En av hans första åtgärder från London var att inrätta den kungliga postförbindelsen mellan London och Edinburgh, i ett försök att behålla kontrollen över det skotska riksrådet. Royal Mails tjänster gjordes för första gången görs tillgängliga för allmänheten genom Karl I den 31 juli 1635. Portot betalades av mottagaren. Monopolet förlänades till Thomas Witherings. På 1640-talet drog parlamentet in Witherings monopol. Under inbördeskriget och samväldet drevs parlamentets postverk av Edmund Prideaux, en framstående parlamentsledamot och advokat som steg i graderna till kronjurist, som tjänade stora pengar på detta. För att hålla sitt monopol under dessa oroliga tider förbättrade Prideaux effektiviteten och används både rättsliga hinder och olagliga metoder.
1653 drog parlamentet in alla tidigare anslag till postverket, och kontrakt på inrikes och utrikes brev gavs till John Manley. Manley fick monopol på posttjänster, som effektivt upprätthölls av lordprotektorn Oliver Cromwells regering, och tack vare de förbättringar som blev nödvändiga på grund av kriget åstadkom Manley en mycket förbättrad posttjänst. I juli 1655 postverket sattes under direkt statlig kontroll under John Thurloe. Tidigare engelska regeringar hade ofta försökt hindra konspiratörer från att kommunicera, men Thurloe föredrog att leverera deras brev efter att ha låtit läsa dem i hemlighet. Då protektoratet gjorde anspråk på att styra hela Storbritannien och Irland under en enad regering, godkände andra protektoratets parlamentet (i vilket ingick skotska och irländska parlamentsledamöter) den 9 juni 1657 Act for settling the Postage in England, Scotland and Ireland, som inrättade ett monopol på postbefordran inom hela samväldets territorium. Den första Postmaster General utnämndes 1661.
Vid återupprättandet av monarkin 1660, hade alla förordningar och akter som antagits av parlament under inbördeskriget och interregnumet fallit i glömska, så General Post Office (GPO) inrättades officiellt av Karl II år 1660.
Mellan 1719 och 1763 ingick Ralph Allen, postmästare i Bath, en rad avtal med postverket för att utveckla och expandera den brittiska postnätet. Han organiserade post vagnar som tillhandahölls av både Wilson & Company i London och Williams & Company i Bath. De tidiga postvagnarna liknade vanliga privata vagnar, men med postverkets livréer. Den första mail coachen kördes 1784 mellan Bristol och London. Personalen uniformerades första gången 1793. Den första posttåget kördes 1830 mellan Liverpool och Manchester. Postverkets system med postanvisningar infördes 1838.